# Deacon Litz
Artha Benson „Deacon” Litz (ur. 2 sierpnia 1897 roku w DuBois, zm. 3 stycznia 1967 roku w Daytona Beach) – amerykański kierowca wyścigowy.

## Kariera
W swojej karierze Litz startował głównie w Stanach Zjednoczonych w mistrzostwach AAA Championship Car oraz towarzyszącym mistrzostwom słynnym wyścigu Indianapolis 500, będącym w latach 1923-1930 jednym z wyścigów Grandes Épreuves. W trzecim sezonie startów, w 1930 roku czterokrotnie stawał na podium. Z dorobkiem 464,6 punktów został sklasyfikowany na piątej pozycji w klasyfikacji generalnej. Cztery lata później wystartował jedynie w wyścigu Indianapolis 500, w którym uplasował się na czwartej pozycji. W 1935 roku był w nim ósmy, a w mistrzostwach AAA, został sklasyfikowany na trzynastym miejscu.